# Marek Zúbek
Marek Zúbek (ur. 5 sierpnia 1975 w Żylinie) – czeski piłkarz występujący na pozycji pomocnika.

## Kariera klubowa
Zúbek karierę rozpoczynał w 1993 roku w zespole Boby Brno, grającym w pierwszej lidze czeskiej. W sezonie 1994/1995 zajął z nim 3. miejsce w lidze, które okazało się jego najwyższym w karierze. W 2000 roku Boby zmienił nazwę na Stavo Artikel Brno. W 2002 roku Zúbek został stamtąd wypożyczony do belgijskiego Lommel SK. W tym samym roku wrócił do Brna, noszącego już nazwę 1. FC Brno.
Na początku 2005 roku Zúbek przeniósł się do innego pierwszoligowca, Baníka Ostrawa, z którym w sezonie 2004/2005 zdobył Puchar Czech. Następnie odszedł z klubu. W kolejnych sezonach występował w drużynach FC Vysočina Igława oraz Tescoma Zlín, również grających w pierwszej lidze. Reprezentował też amatorskie kluby z Austrii – SV Leobendorf oraz USV Scheiblingskirchen. W 2012 roku zakończył karierę.

## Kariera reprezentacyjna
W reprezentacji Czech Zúbek zadebiutował 11 grudnia 1996 w wygranym 2:1 towarzyskim meczu z Nigerią. W latach 1996–1997 w drużynie narodowej rozegrał 3 spotkania.